# Mayappanahalli, Mandya
Mayappanahalli là một làng thuộc tehsil Mandya, huyện Mandya, bang Karnataka, Ấn Độ.